# Radovci, Grad
Radovci este o localitate din comuna Grad, Slovenia, cu o populație de 226 de locuitori.